# Pseudomops praeclarus
Pseudomops praeclarus är en kackerlacksart som beskrevs av Rehn, J. A. G. 1928. Pseudomops praeclarus ingår i släktet Pseudomops och familjen småkackerlackor.
Artens utbredningsområde är Costa Rica. Inga underarter finns listade i Catalogue of Life.